# 莫蘇里爾區
14°57′58″S 40°39′40″E / 14.966°S 40.661°E
莫蘇里爾區（葡萄牙語：Mossuril），是莫桑比克的行政區，位於該國東北部，由楠普拉省負責管轄，首府設於莫蘇里爾，面積3,428平方公里，2007年人口116,301，人口密度每平方公里34人。